# Ciénaga de Zapatosa
La ciénaga de Zapatosa es una ciénaga colombiana ubicada entre los municipios de Chimichagua, Tamalameque (Cesar) y El Banco (Magdalena) formada por el río Cesar unos pocos kilómetros antes de su desembocadura y perteneciente a la zona conocida como la Depresión momposina, además de eje de la economía piscícola de las poblaciones de alrededor.
Ocupa un área de 40.000 ha y alberga un volumen de por lo menos 1000 millones de m³ de agua.
La región colinda con otras zonas ecológicas como la Serranía del Perijá, el valle del río Cesar y el valle del río Magdalena.

## Área geográfica
|            | Municipios  | Departamento | Extensión |
| ---------- | ----------- | ------------ | --------- |
| Municipios | Chimichagua | Cesar        | 1568,6    |
| Municipios | Chiriguaná  | Cesar        | 592,6     |
| Municipios | El Banco    | Magdalena    | 820       |
| Municipios | Tamalameque | Cesar        | 592,6     |
| TOTAL      | 4           | 2            | 7255,9    |

## Fauna y flora
La subregión geográfica y ecológica de la Ciénaga de Zapatosa contiene una gran variedad de especies de fauna y flora.

## Sitio Ramsar

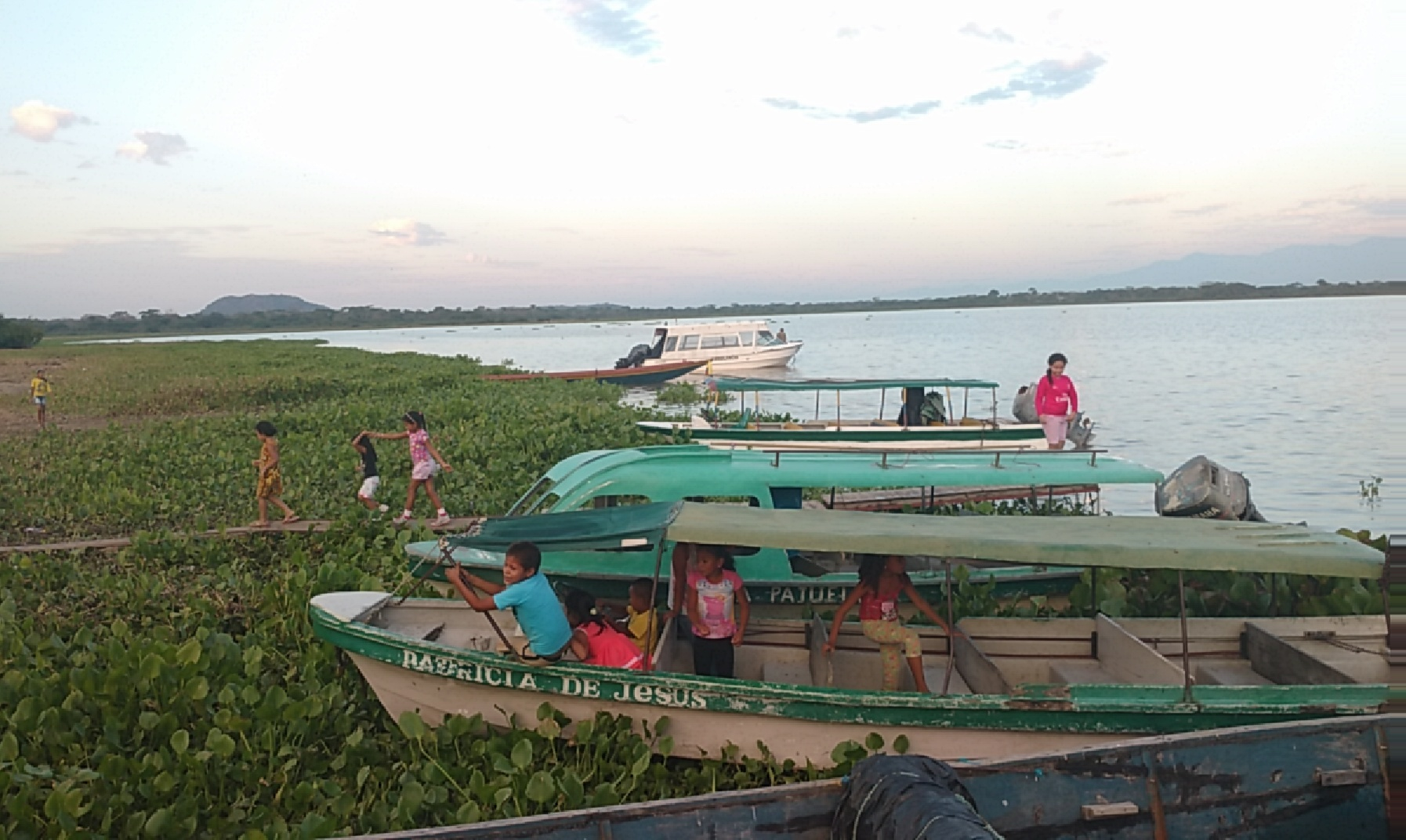
Muelle de Chimichagua en el complejo de ciénagas de Zapatosa

El Complejo cenagoso de Zapatosa es un sitio Ramsar formado por unas 1900 ciénagas que en conjunto ocupan una superficie de 1217,25 km2. Tiene el número Ramsar 2521, se denominó en junio de 2020 y está centrado en las coordenadas 09°07'N 73°47'W.  Se trata del complejo interior de ciénagas más grande de Colombia, al norte del país, en los departamentos de Cesar y Magdalena, en el curso medio bajo del río Magdalena. Es uno de los lugares con mayor diversidad de aves del país. La ciénaga central se alimenta del río César y oscila entre 30.000 y 40.000 ha en verano y 70.000 ha en invierno. Entre los pueblos de la zona beneficiados por la ciénaga figuran Curumaní, Chiriguaná, Tamalameque y Chimichagua en el Cesar y El Banco en Magdalena.

#### Aves
Se han censado al menos 202 especies de aves en la zona. De éstas, 34 son migratorias, entre ellas, el gavilán pescador, la golondrina sabanera o parda y la reinita estriada. El sitio alberga cinco especies de aves importantes para la conservación debido a su reducida distribución: la guacharaca caribeña, la esmeralda pico rojo, el carpinterito castaño, el rastrojero bigotudo y el chavarrí o chicagüire, categorizado en Colombia como en estado vulnerable por la pérdida de su hábitat y la caza ilegal. En el sitio también figuran especies amenazadas como la mabuya y el bichichi, catalogados como en peligro crítico, así como el tapeti, en peligro. Las poblaciones de peces son fundamentales para el sustento de los pescadores locales. Las amenazas son la prospección de petróleo y gas, la minería y el vertido de aguas residuales no tratadas.